# Hans Albertsen
Hans Albertsen, 1525 – 1569, var biskop over Sjælland fra 1560 til sin død.
Hans Albertsen var født i København og kom i en ung alder til universitetet, hvor han 1544 tog den filosofiske bakkalaurgrad, og 1546 magistergraden. Uden forud at have studeret udenlands blev han kun lidt over 20 år gammel professor i græsk ved Københavns Universitet, senere (1554) i dialektik.
Da hans onkel, biskop Peder Palladius i sine sidste år var meget svagelig, hjalp Hans Albertsen ham med hans teologiske forelæsninger; 1. april 1558 tog han bakkalaurgraden i teologien, hvorpå han 31. maj samme år kaldtes til professor i dette fag.
I slutningen af året 1559 blev han Palladius' medhjælper i bispeembedet, og efter dennes død beskikkedes han 29. maj 1560 til superintendent eller biskop i Sjællands stift.
28. januar 1563 kreeredes han af sin ven, dr. Niels Hemmingsen, til dr.theol.
Han døde 25. maj 1569 som universitetets rektor. Gift 1550 med Karine, datter af lektor Anders Jensen Ljung, sognepræst i Malmø. En søn af ham var magister Albert Hansen, der endte som biskop i Århus.

Biskop Hans Albertsen fik ved sin jordefærd dette vidnesbyrd:

«Han var en forstandig, skarpsindig, flittig og lærd Mand,
venlig og omgængelig i sit Væsen, hvorfor han ogsaa
lettelig erhvervede sig alle brave Folks Venskab. Han
beflittede sig som en from Mand stedse paa at have
Gud, Kirken, Staten, Familien og sit Embedskald for
Øje i al sin Gjerning; altid stræbte han at bevare en
god og uskadt Samvittighed og et ubesmittet Rygte. I
sit Bispeembede viste han, baade naar han optraadte
som Dommer og ellers, stor Billighed, Alvor og
Beskedenhed; han vilde ikke vige en Haarsbred fra
det, som ret er, men var dog strængere mod sig selv
end imod andre. De gamle Præster omgikkes han som
Fædre, sine jævnaldrende som Brødre, de yngre som
Sønner. Overalt opførte han sig saaledes, at han
med rette kan fremstilles som et Mønster for ethvert
gudfrygtigt Menneske, men i Særdeleshed for Kirkens
Lærere og Forstandere.»